# Arundina
Arundina, monotipski rod kaćunovki u potporodici Epidendroideae, dio tribusa Arethuseae. Jedina vrsta je A. graminifolia, rizomski geofit s dvije podvrste iz tropske i suptropske Azije.

## Podvrste
1. Arundina graminifolia subsp. caespitosa (Aver.) H.A.Pedersen & Schuit.
2. Arundina graminifolia subsp. graminifolia

## Sinonimi
- Arnedina Rchb.
- Arundina bambusifolia Lindl.
- Bletia graminifolia D.Don
- Cymbidium bambusifolium Roxb.